# 锈荚藤
锈荚藤（学名：Bauhinia erythropoda）是豆科羊蹄甲属的植物。分布在菲律宾以及中国大陆的海南、广西、云南等地，常生于山地疏林和沟谷旁岩石上，目前尚未由人工引种栽培。